# خطمية مجعدة
الخطمية المجعدة نوع نباتي ينتمي إلى جنس الخطمية من الفصيلة الخبازية. 